# Écorcei
Écorcei é uma comuna francesa na região administrativa da Normandia, no departamento Orne. Estende-se por uma área de 9,37 km². Em 2010 a comuna tinha 403 habitantes (densidade: 43 hab./km²).